# Gösta Blomberg
Gösta Anders Emanuel Blomberg, född 5 april 1905 i Hedvig Eleonora församling, Stockholms stad, död 27 maj 1981 i  Sankt Görans församling, Stockholms län, kommendör i Frälsningsarmén, sångförfattare och tonsättare. 
Blomberg, som var son till överstelöjtnant Axel Karl Blomberg, utgick från Östersunds kår och blev frälsningsofficer 1924[källa behövs] efter studier vid Frälsningsarméns internationella krigsskola i London.
Efter avslutad utbildning stannade han i London ett år som kadettsergeant. Då han kom hem till Sverige tjänstgjorde han som assistent på två kårer och var sedan kårledare för Göteborg VI, Eslöv och Landskrona. År 1930 utnämndes han till privatsekreterare och tolk åt kommendör Charles Rich som var territoriell ledare i Sverige. Han verkade även som privatsekreterare åt kommendör Karl Larsson 1935–39. Efter en kort period som privatsekreterare åt Frälsningsarméns dåvarande general Evangeline Booth följde han henne till USA där han blev i tur och ordning kårledare i Jamestown, ungdomssekreterare samt generalsekreterare vid östra skandinaviska departementet. 
År 1946 kom han hem till Sverige igen, denna gång som chefredaktör och från 1947 även som litteratursekreterare. Tre år senare blev han krigsskolechef och 1953 utnämndes han till chefsekreterare för Frälsningsarméns arbete i Finland. 1954 blev han internationell ungdomssekreterare och 1957 kom han tillbaka till Sverige som chefsekreterare. 1960–61 var han T. C. i Danmark, 1961–66 i Tyskland och 1966–73 i Sverige.

## Utmärkelser
- Riddare av Vasaorden, 6 juni 1970.[5]

## Sånger med musik och/eller text eller översättning av Blomberg
- En dag jag möter på en enslig stig – översättning, Frälsningsarméns sångbok 1990 ("FaS") kör nr. 605
- Fadershanden leder mig – text och musik, FaS kör nr. 822
- I Jesu namn får du komma – text och musik, FaS kör nr. 346
- Jag har hört Jesu stämma – text och musik, Frälsningsarméns sångbok 1968 kör nr.62
- Jag tjänar Herren Jesus – översättning, FaS kör nr. 496
  - refrängen Jag vet, jag vet att Jesus lever än finns även i Frälsningsarméns sångbok 1968 som kör nr. 130
- Jesus, du Guds offerlamm – översättning, FaS kör nr. 567
- Jesus kan allt förvandla – text och musik, FaS kör nr. 350
- Kom helge Ande, att möta min själ – översättning och musik, FaS kör nr. 427
- Med bävande hjärta jag söker dig – text, FaS kör nr. 431
- Mer av dig själv – text och musik, FaS kör nr. 762
- Mer helighet giv mig – översättning, Frälsningsarméns sångbok 1968 kör nr. 196
- Min vilja tag, o Gud – översättning, FaS kör nr. 799
- Sänd en väckelse, Gud, låt den börja med mig – text och musik, FaS kör nr. 771
- Är du en sökande, längtande själ – text och musik, FaS kör nr. 379

## Originaltexter på engelska
- I love to sing of the Saviour (nr 178 i The Song-Book of the Salvation Army, 1986)